# Мемориальная премия Джеймса Тейта Блэка
Мемориальная премия Джеймса Тейта Блэка (англ. James Tait Black Memorial Prize) — литературная премия, присуждаемая за произведения, написанные на английском языке. Основана в 1919 году, как и Готорнденская премия; это старейшие литературные награды в Великобритании. Вручается Эдинбургским университетом в Шотландии в честь покойного мужа Дженет Коутс Блэк, Джеймса Тейта, бывшего деловым партнёром издательства A & C Black. Премия вручается в трёх категориях: художественная проза, биографии и драма (последняя категория добавлена в 2013 году).

## История
С самого основания премии её вручение происходит без широкого освещения в прессе (изначально — из-за удаления Эдинбурга от литературных кругов Британии). Решение о вручении принимает королевский профессор риторики и изящной словесности Эдинбургского университета
Четверо лауреатов премии позже получили Нобелевскую премию: Уильям Голдинг, Надин Гордимер, Джон Кутзее и Дорис Лессинг. Кроме того, Рональд Росс получил премию Джона Тейта Блэка уже будучи нобелевским лауреатом: в 1902 году он получил Нобелевскую премию по медицине за вклад в изучение малярии.
Список категорий с 2013 года пополнился премией за лучшую драму.
С 2005 года университет увеличил призовой фонд. Он составляет по 10 000 фунтов стерлингов в каждой категории.
С 2007 года вручение премии происходит на Эдинбургском книжном фестивале.

## Процесс отбора кандидатов и вручения премии
Предварительный отбор осуществляют докторанты профессора риторики и изящной словесности. В 2006 году издатель Кормака Маккарти прокомментировал процесс отбора, указав, что в отсутствие спонсоров и знаменитостей в жюри решение принимается людьми, «заинтересованными только в прекрасной литературе и прекрасном писательстве».
Помимо этого, Эдинбургский университет получает информацию о развитии и управлении премией от небольшого комитета, в который среди прочих входят Иэн Рэнкин, Александр Макколл Смит и Джеймс Ноти.

### Критерии
Художественная проза и биографии должны быть написаны на английском и опубликованы в Великобритании в тот же год, когда вручается премия. Место рождения и жизни автора не принимается во внимание. Премию в каждой категории можно получить только один раз в жизни.
Драматические произведения могут быть написаны на английском, валлийском, ирландском или шотландском языках, они должны быть впервые поставлены в году, предшествующем году вручения, иметь продолжительность больше часа, а также быть поставлены профессиональным театром не менее семи раз.

## Список награждённых
Лауреаты премии.
| Год                              | Художественная проза                                        | Биография | Драма                                            |
| -------------------------------- | ----------------------------------------------------------- | --- | ------------------------------------------------ |
| 1919                             | Хью Уолпол, Тайный город                                    | Генри Фестинг Джонс, Samuel Butler, Author of Erewhon (1835—1902) — A Memoir (Сэмюэл Батлер)                                                  | —                                                |
| 1920                             | Дэвид Лоуренс, Пропавшая девушка                            | Джордж Тревельян, Lord Grey of the Reform Bill (Чарльз Грей)                                                                                  | —                                                |
| 1921                             | Уолтер Де ла Мар, Воспоминания карлицы                      | Литтон Стрейчи, Queen Victoria (Королева Виктория)                                                                                            | —                                                |
| 1922                             | Дейвид Гарнетт, Женщина-лисица                              | Перси Лаббок, Earlham | —                                                |
| 1923                             | Арнольд Беннетт, Райсимен-Степс                             | Рональд Росс, Memoirs, Etc. (автобиография)                                                                                                   | —                                                |
| 1924                             | Эдвард Форстер, Поездка в Индию                             | Уильям Уилсон, The House of Airlie (графья Эйрли)                                                                                             | —                                                |
| 1925                             | Лиам О’Флаэрти, Осведомитель                                | Джеффри Скотт, The Portrait of Zelide (Изабель де Шаррьер)                                                                                    | —                                                |
| 1926                             | Рэдклифф Холл, Адамово семя                                 | Герберт Уоркман, John Wyclif: A Study of the English Medieval Church (Джон Уиклиф)                                                            | —                                                |
| 1927                             | Френсис Бретт Янг, Портрет Клэр                             | Герберт Альберт Лоренс Фишер, James Bryce, Viscount Bryce of Dechmont, O.M. (Джеймс Брайс)                                                    | —                                                |
| 1928                             | Зигфрид Сассун, Мемуары охотника на лис                     | Джон Бакен, Montrose (Джеймс Грэм) | —                                                |
| 1929                             | Джон Пристли, Добрые товарищи                               | Дейвид Сесил, The Stricken Deer: or The Life of Cowper (Уильям Купер)                                                                         | —                                                |
| 1930                             | Э. Х. Янг, Miss Mole                                        | Френсис Йейтс-Браун, The Lives of a Bengal Lancer (автобиография)                                                                             | —                                                |
| 1931                             | Кейт О’Браен, Without My Cloak                              | Д. Я. Т. Грейг, «Дэвид Юм» (Дэвид Юм) | —                                                |
| 1932                             | Хелен де Гери Симпсон, Boomerang                            | Стивен Гвинн, The Life of Mary Kingsley (Мэри Кингсли)                                                                                        | —                                                |
| 1933                             | Арчибальд Макдонелл, Англия, их Англия                      | Вайолет Клифтон, The Book of Talbot (Джон Тэлбот Клифтон)                                                                                     | —                                                |
| 1934                             | Роберт Грейвс, Я, Клавдий и Божественный Клавдий            | Джон Эрнест Нил, Королева Елизавета (Елизавета I)                                                                                             | —                                                |
| 1935                             | Лео Майерс, The Root and the Flower                         | Реймонд Уилсон Чемберс, Томас Мор (Томас Мор)                                                                                                 | —                                                |
| 1936                             | Уинифред Холтби, South Riding                               | Эдвард Сэквилл-Уэст, A Flame in Sunlight: The Life and Work of Thomas de Quincey (Томас де Квинси)                                            | —                                                |
| 1937                             | Нил Ганн, Highland River                                    | Юстас Перси, Джон Нокс (Джон Нокс) | —                                                |
| 1938                             | Сесил Форестер, Линейный корабль и Под стягом победным      | Эдмунд Чамберс, Сэмюэл Тейлор Кольридж (Сэмюэл Тейлор Кольридж)                                                                               | —                                                |
| 1939                             | Олдос Хаксли, Через много лет                               | Дэвид Дуглас, English Scholars (Элиас Эшмол, Уильям Дагдейл, Томас Хирн, Джордж Хикс, Томас Мэдокс, Джон Налсон, Эдвард Туэйтс и Хамфри Уэнли | —                                                |
| 1940                             | Чарльз Морган, The Voyage                                   | Хильда Прескотт, Spanish Tudor: Mary I of England (Мария I)                                                                                   | —                                                |
| 1941                             | Джойс Кэри, A House of Children                             | Джон Гор, King George V (Георг V) | —                                                |
| 1942                             | Артур Уэйли, перевод книги Путешествие на Запад У Чэнъэня   | Артур Понсонби, Henry Ponsonby: Queen Victoria’s Private Secretary (Генри Понсонби)                                                           | —                                                |
| 1943                             | Мэри Лэвин, Tales from Bective Bridge                       | Джордж Колтон, Fourscore Years (автобиография)                                                                                                | —                                                |
| 1944                             | Форрест Рейд, Юный Том                                      | Вероника Веджвуд, William the Silent (Вильгельм I Оранский)                                                                                   | —                                                |
| 1945                             | Леонард Стронг, Travellers                                  | Дугалд Сазерленд Макколл, Филип Уилсон Стир (Филип Уилсон Стир)                                                                               | —                                                |
| 1946                             | Оливер Онионс, Poor Man’s Tapestry                          | Ричард Олдингтон, A Life of Wellington: The Duke (Артур Веллингтон)                                                                           | —                                                |
| 1947                             | Лесли Поулз Хартли, Юстес и Хильда                          | Чарльз Рейвен, English Naturalists from Neckam to Ray (Александр Неккам и Джон Рей)                                                           | —                                                |
| 1948                             | Грэм Грин, Суть дела                                        | Перси Скоулз, The Great Dr. Burney (Чарлз Бёрни)                                                                                              | —                                                |
| 1949                             | Эмма Смит, The Far Cry                                      | Джон Коннел, W. E. Henley (Уильям Хенли) | —                                                |
| 1950                             | Роберт Энрикес, Through the Valley                          | Сесил Вудхэм-Смит, Флоренс Найтингейл (Флоренс Найтингейл)                                                                                    | —                                                |
| 1951                             | Чепмен Мортимер, Father Goose                               | Ноэл Эннан, Лесли Стивен (Лесли Стивен) | —                                                |
| 1952                             | Ивлин Во, Люди при оружии                                   | Джордж Мэлколм Янг, Стэнли Болдуин (Стэнли Болдуин)                                                                                           | —                                                |
| 1953                             | Маргарет Кеннеди, Troy Chimneys                             | Карола Оман, Sir John Moore (Джон Мур) | —                                                |
| 1954                             | Чарльз Перси Сноу, Новые люди и Наставники                  | Keith Feiling, Warren Hastings (Уоррен Гастингс)                                                                                              | —                                                |
| 1955                             | Айви Комптон-Бёрнетт, Mother and Son                        | Роберт Уиндхем Кеттон-Кремер, Томас Грей (Томас Грей)                                                                                         | —                                                |
| 1956                             | Роза Маколей, Башни Трапезунда                              | Сент-Джон Грир Эрвин, Джордж Бернард Шоу (Джордж Бернард Шоу)                                                                                 | —                                                |
| 1957                             | Энтони Поуэлл, «В доме леди Молли»                          | Морис Крэнстон, Life of John Locke (Джон Локк)                                                                                                | —                                                |
| 1958                             | Энгус Уилсон, Средний возраст миссис Элиот                  | Джойс Хемлоу, The History of Fanny Burney (Фанни Берни)                                                                                       | —                                                |
| 1959                             | Моррис Уэст, Адвокат дьявола                                | Кристофер Хэссел, Edward Marsh (Эдвард Марш)                                                                                                  | —                                                |
| 1960                             | Рекс Уорнер, Imperial Caesar                                | Адам Фокс, The Life of Dean Inge (Уильям Инг)                                                                                                 | —                                                |
| 1961                             | Дженнифер Доусон, The Ha-Ha                                 | Мейбел Кейтлин Эшби, Joseph Ashby of Tysoe (Джозеф Эшби)                                                                                      | —                                                |
| 1962                             | Рональд Харди, Act of Destruction                           | Мириол Тревор, Newman: The Pillar and the Cloud и Newman: Light in Winter (Джон Генри Ньюмен)                                                 | —                                                |
| 1963                             | Герда Чарльз, A Slanting Light                              | Джорджина Бэттискомб, John Keble: A Study in Limitations (Джон Кибл)                                                                          | —                                                |
| 1964                             | Фрэнк Туи, The Ice Saints                                   | Элизабет Лонгфорд, Victoria R.I. (Королева Виктория)                                                                                          | —                                                |
| 1965                             | Мюриэл Спарк, Мандельбаумские ворота                        | Мэри Кэролайн Мурман, William Wordsworth: The Later Years 1803—1850 (Уильям Вордсворт)                                                        | —                                                |
| 1966                             | Кристин Брук-Роуз, Such Эйдан Хиггинс, Langrishe, Go Down   | Джеффри Кейнс, The Life of William Harvey (Уильям Гарвей)                                                                                     | —                                                |
| 1967                             | Маргарет Дрэббл, Мой золотой Иерусалим                      | Уинифред Герин, Charlotte Brontë: The Evolution of Genius (Шарлотта Бронте)                                                                   | —                                                |
| 1968                             | Мэгги Росс, The Gasteropod                                  | Гордон Хейт, Джордж Элиот (Джордж Элиот) | —                                                |
| 1969                             | Элизабет Боуэн, Ева Траут                                   | Антония Фрейзер, Mary, Queen of Scots (Мария Стюарт)                                                                                          | —                                                |
| 1970                             | Лили Пауэлл, The Bird of Paradise                           | Джеспер Ридли, Lord Palmerston (Лорд Палмерстон)                                                                                              | —                                                |
| 1971                             | Надин Гордимер, Почётный гость                              | Джулия Нэмир, Льюис Нэмир (Льюис Нэмир) | —                                                |
| 1972                             | Джон Бёрджер, G                                             | Квентин Белл, Вирджиния Вулф (Вирджиния Вулф)                                                                                                 | —                                                |
| 1973                             | Айрис Мёрдок, Чёрный принц                                  | Робин Лейн Фокс, Alexander the Great (Александр Македонский)                                                                                  | —                                                |
| 1974                             | Лоренс Даррелл, Месье, или Князь Тьмы                       | Джон Уэйн, Сэмюэл Джонсон (Сэмюэл Джонсон) | —                                                |
| 1975                             | Брайан Мур, The Great Victorian Collection                  | Карл Миллер, Cockburn’s Millennium (Граф Коберн)                                                                                              | —                                                |
| 1976                             | Джон Бэнвилл, Доктор Коперникус                             | Рональд Хингли, A New Life of Chekhov (Антон Чехов)                                                                                           | —                                                |
| 1977                             | Джон Ле Карре, Достопочтенный школяр                        | Джордж Пэйнтер, Chateaubriand: Volume 1 — The Longed-For Tempests (Франсуа Рене де Шатобриан)                                                 | —                                                |
| 1978                             | Морис Джи, Plumb                                            | Роберт Гиттингс, The Older Hardy (Томас Харди)                                                                                                | —                                                |
| 1979                             | Уильям Голдинг, Зримая тьма                                 | Брайан Финни, Christopher Isherwood: A Critical Biography (Кристофер Ишервуд)                                                                 | —                                                |
| 1980                             | Джон Максвелл Кутзее, В ожидании варваров                   | Роберт Мартин, Tennyson: The Unquiet Heart (Альфред Теннисон)                                                                                 | —                                                |
| 1981                             | Салман Рушди, Дети полуночи Пол Теру, The Mosquito Coast    | Виктория Глендиннинг, Edith Sitwell: Unicorn Among Lions (Эдит Ситуэлл)                                                                       | —                                                |
| 1982                             | Брюс Чатвин, On The Black Hill                              | Ричард Эллманн, Джеймс Джойс (Джеймс Джойс)                                                                                                   | —                                                |
| 1983                             | Джонатан Китс, Allegro Postillions                          | Алан Уокер, Franz Liszt: The Virtuoso Years (Ференц Лист)                                                                                     | —                                                |
| 1984                             | Джеймс Баллард, Империя Солнца Анджела Картер, Ночи в цирке | Линдол Гордон, Virginia Woolf: A Writer’s Life (Вирджиния Вулф)                                                                               | —                                                |
| 1985                             | Роберт Эдрик, Winter Garden                                 | Дэвид Ноукс, Jonathan Swift: A Hypocrite Reversed (Джонатан Свифт)                                                                            | —                                                |
| 1986                             | Дженни Джозеф, Persephone                                   | Фелиситас Корриган, Хелен Уодделл (Хелен Уодделл)                                                                                             | —                                                |
| 1987                             | Джордж Макей Браун, The Golden Bird: Two Orkney Stories     | Рут Дадли Эдвардс, Victor Gollancz: A Biography (Виктор Голланц)                                                                              | —                                                |
| 1988                             | Пирс Пол Рид, A Season in the West                          | Брайан Макгиннесс, Wittgenstein, A Life: Young Ludwig (1889—1921) (Людвиг Витгенштейн)                                                        | —                                                |
| 1989                             | Джеймс Келман, Недовольство                                 | Иэн Гибсон, Federico García Lorca: A Life (Федерико Гарсиа Лорка)                                                                             | —                                                |
| 1990                             | Уильям Бойд, Браззавильский пляж                            | Клер Томалин, The Invisible Woman: The Story of Nelly Ternan and Charles Dickens (Эллен Тернан и Чарльз Диккенс)                              | —                                                |
| 1991                             | Иэн Синклер, Downriver                                      | Адриан Десмонд и Джеймс Мур, Дарвин (Чарлз Дарвин)                                                                                            | —                                                |
| 1992                             | Роуз Тремейн, Священная земля                               | Чарльз Николл, The Reckoning: The Murder of Christopher Marlowe (Кристофер Марло)                                                             | —                                                |
| 1993                             | Кэрил Филиппс, Через реку                                   | Ричард Холмс, Dr Johnson and Mr Savage (Сэмюэл Джонсон)                                                                                       | —                                                |
| 1994                             | Алан Холлингхёрст, Неверная звезда                          | Дорис Лессинг, «В моей шкуре» | —                                                |
| 1995                             | Кристофер Прист, Престиж                                    | Гитта Серени, Albert Speer: His Battle with Truth (Альберт Шпеер)                                                                             | —                                                |
| 1996                             | Грэм Свифт, Последние желания Элис Томпсон, Justine         | Диармайд Маккулох, Thomas Cranmer: A Life (Томас Кранмер)                                                                                     | —                                                |
| 1997                             | Эндрю Миллер, Жажда боли                                    | Роберт Фицрой Фостер, W. B. Yeats: A Life, Volume 1 — The Apprentice Mage 1865—1914 (Уильям Йейтс)                                            | —                                                |
| 1998                             | Берил Бейнбридж, Мастер Джорджи                             | Питер Акройд, The Life of Thomas More (Томас Мор)                                                                                             | —                                                |
| 1999                             | Тимоти Мо, Renegade, or Halo2                               | Кэтрин Хьюз, George Eliot: The Last Victorian (Джордж Элиот)                                                                                  | —                                                |
| 2000                             | Зэди Смит, Белые зубы                                       | Мартин Эмис, Опыт | —                                                |
| 2001                             | Сид Смит, Something Like a House                            | Роберт Скидельски, John Maynard Keynes: Volume 3 — Fighting for Britain 1937—1946 (Джон Кейнс)                                                | —                                                |
| 2002                             | Джонатан Франзен, «Поправки»                                | Дженни Аглоу, The Lunar Men: The Friends Who Made the Future 1730—1810 (Лунное общество)                                                      | —                                                |
| 2003                             | Эндрю О'Хэган, Personality                                  | Дженет Браун, Charles Darwin: Volume 2 — The Power of Place (Чарлз Дарвин)                                                                    | —                                                |
| 2004                             | Дэвид Пис, GB84                                             | Джонатан Бейт, John Clare: A Biography (Джон Клэр)                                                                                            | —                                                |
| 2005                             | Иэн Макьюэн, Суббота                                        | Сью Придо, Edvard Munch: Behind the Scream (Эдвард Мунк)                                                                                      | —                                                |
| 2006                             | Кормак Маккарти, Дорога                                     | Байрон Роджерс, The Man Who Went Into the West: The Life of R. S. Thomas (Роналд Стюарт Томас)                                                | —                                                |
| 2007                             | Розалинд Белбен, Our Horses in Egypt                        | Роузмери Хилл, God’s Architect: Pugin and the Building of Romantic Britain (Огастес Пьюджин)                                                  | —                                                |
| 2008                             | Себастьян Барри, Скрижали судьбы                            | Майкл Холройд, A Strange Eventful History (семьи Эллен Терри и Генри Ирвинга)                                                                 | —                                                |
| 2009                             | Антония Сьюзен Байетт, Детская книга                        | Джон Кери, William Golding: The Man Who Wrote Lord of the Flies (Уильям Голдинг)                                                              | —                                                |
| 2010                             | Татьяна Соли, Пожиратели лотоса                             | Хилари Спёрлинг, Burying the Bones: Pearl Buck in China (Бак Перл)                                                                            | —                                                |
| 2011                             | Пэджетт Пауэлл, You and I                                   | Фиона Маккарти, The Last Pre-Raphaelite: Edward Burne-Jones and the Victorian Imagination (Эдвард Бёрн-Джонс)                                 | —                                                |
| 2012                             | Алан Уорнер, The Deadman’s Pedal                            | Таня Хэррод, The Last Sane Man: Michael Cardew, Modern Pots, Colonialism and the Counterculture (Майкл Кардью)                                | Тим Прайс, The Radicalisation of Bradley Manning |
| 2013                             | Джим Крейс, Harvest                                         | Хермайони Ли, Penelope Fitzgerald: A Life (Пенелопа Фицджеральд)                                                                              | Рори Маларки, Cannibals                          |
| 2014                             | Зиа Хайдер Рахман, In the Light of What We Know             | Ричард Бенсон, The Valley: A Hundred Years in the Life of a Family                                                                            | Гордон Далквист, Tomorrow Come Today             |
| 2015                             | Бенджамин Марковиц, You Don’t Have to Live Like This        | Джеймс Шапиро, 1606, Shakespeare and the Year of Lear                                                                                         | Гарри Оуэн, Iphigenia in Splott                  |
| 2016                             | Эймир Макбрайд, The Lesser Bohemians                        | Лора Камминг, The Vanishing Man | Дэвид Айрленд, Cyprus Avenue                     |
| 2017                             | Эли Уильямс, Attrib. and other stories                      | Крейг Браун, Ma’am Darling: 99 Glimpses of Princess Margaret                                                                                  | Таника Гупта, Lions and Tigers                   |
| 2018 (объявлено 19 августа 2019) | Оливия Лэнг, Crudo                                          | Линдси Хилсем, In Extremis: The Life and Death of the War Correspondent Marie Colvin                                                          | Клер Бэррон, Dance Nation                        |
| 2019 (объявлено 21 августа 2020) | Люси Эллман, Ducks, Newburyport                             | Джордж Сиртеш, The Photographer at Sixteen |                                                  |
| 2020                             | Шола фон Райнхольд, Lote                                    | Дориэнн Ни Гриофа, A Ghost in the Throat | N/A                                              |

## Лучшие лауреаты (2012)
В 2012 году в рамках празднования 250-летия преподавания английской литературы в Эдинбургском университете помимо обычной премии выдавалась также премия «лучшим лауреатам» за последние 93 года (Best of the James Tait Black). В шортлист вошли шесть произведений, победу получил роман Анджелы Картер Ночи в цирке.
Шортлист
- Анджела Картер, Ночи в цирке[англ.] (1984)[35]
- Грэм Грин, Суть дела[англ.] (1948)
- Джеймс Келман, Несогласие[англ.] (1989)
- Кормак Маккарти, Дорога (2006)
- Кэрил Филиппс, Через реку[англ.] (1993)
- Мюриэл Спарк, Мандельбаумские ворота[англ.] (1965)